# ヒロシ・H・ミヤムラ
ヒロシ・“ハーシー”・ミヤムラ（Hiroshi "Hershey" Miyamura、漢字：宮村 浩、1925年10月6日 - 2022年11月29日）は、アメリカ合衆国の軍人、実業家。朝鮮戦争にアメリカ陸軍の兵士として従軍し、名誉勲章受章者の1人となった。

## 経歴

### 生い立ち
ヒロシ・ミヤムラは日本人移民の両親の元、ニューメキシコ州ギャラップにて、日系二世として生を受けた。地元の中高を卒業した。
1941年に第二次世界大戦においてアメリカが日本との間に開戦し、ミヤムラは軍に入る適齢期に達したが、ミヤムラはアメリカ人ながら日系人であるため人種差別を受け最初は従軍することは認められず、認められた時には戦争は終わりに近づいていた。なおニューメキシコ州にあるギャラップは日系アメリカ人の強制収容の対象に入ったが、地元の市町の反対により強制収用は免れていた。

### 軍歴
1945年1月、アメリカ陸軍に入隊。ミヤムラは第100歩兵大隊(100th Infantry Battalion)への配属を志願した。同大隊は主にハワイないし本土の日系アメリカ人によって構成されていた 。日本が降伏して第二次世界大戦が終結するとミヤムラは除隊し、予備役に編入される。

### 朝鮮戦争
そして朝鮮戦争の折に軍に復帰した。後に1951年4月24日から25日にかけて、彼は第3歩兵師団第7歩兵連隊第2大隊に勤務する伍長として韓国の大田里におり、この間の中国人民解放軍との戦闘で英雄的かつ献身的な軍事行動に関して名誉勲章を授与された。
ミヤムラはアメリカにおける名誉勲章受章者の内、初めて極秘(Top Secret)に分類された受章者である。彼は受章理由となった戦闘の直後、北朝鮮側に捕虜として囚えられており、後の授与式に際してラルフ・オズボーン准将はミヤムラ本人と記者団に対して次のように語った。
その後中国人民解放軍に捕えられたミヤムラは、28ヶ月間もの間北朝鮮軍の捕虜生活を送ることになる。朝鮮戦争が停戦し、1953年8月20日に解放されるとすぐにアメリカ本土に送り返されたが、体重は47キロにやせほそっていた。
病院で検査後陸軍から名誉除隊を果たす。なおこの後ギャラップに戻った際に大歓迎をうけた。1953年10月に、ドワイト・D・アイゼンハワー大統領がホワイトハウスにて改めて名誉勲章の授与を行った。

### 名誉勲章勲記
ミヤムラに授与された名誉勲章の勲記には、次のように記されている。

### 除隊後
除隊後地元でガソリンスタンドなどを経営する実業家として成功する。また、現在のアメリカ陸海空軍の将校のテキストには、ミヤムラの事例がアメリカ陸軍兵士の伝統的かつ英雄的な行動として必ず記載されている。
ミヤムラは傷痍軍人支援団体の「Wounded Warrior Project」にも名を連ねている。2014年の二世週日本祭では、「グランドマーシャル（Grand Marshal）」としてパレードを指揮した。
2022年11月29日、アリゾナ州フェニックスにて死去。

## 家族

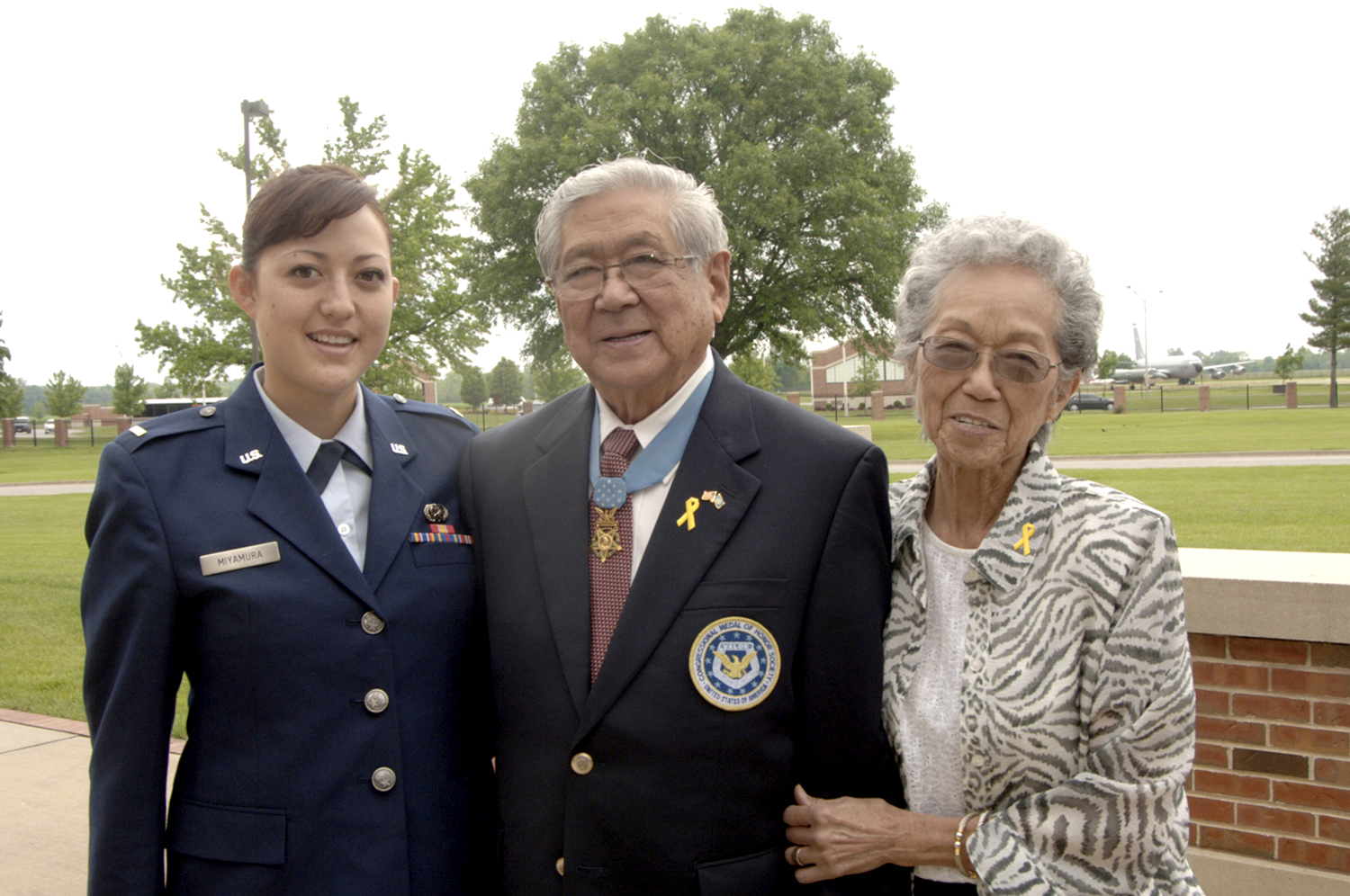
ミヤムラ夫妻と孫娘マリサ。スコット空軍基地にて（2010年）

ミヤムラは第二次世界大戦中に日系人強制収容所で過ごした経験を持つ日系人女性、テリー・ツチモリ(Terry Tsuchimori)と結婚した。彼らは3人の子供と4人の孫をもうけた。孫娘の1人、マリサ(Marisa)はアメリカ空軍の士官である。

## ミヤムラの名前が冠されたもの
ニューメキシコ州ギャラップには、ミヤムラの名前に因んで名付けられた地域が存在する。またヒロシ・H・ミヤムラ・ハイスクールも彼の名を取って名付けられた。
州間高速道路40号線(I-40)には、彼の名に因むインターチェンジが存在する。これは「ミヤムラ高架道路(Miyamura Overpass)」と呼ばれるとも通称されているという。